# Trágulo-aquático
O trágulo-aquático (Hyemoschus aquaticus), também conhecido como cervo-rato, é um pequeno ruminante encontrado na África tropical. Esta é a única espécie do gênero Hyemoschus. É a maior das 10 espécies de chevrotains, ungulados basais com dedos iguais que são visualmente semelhantes aos cervos, mas são pouco maiores que pequenos cães.

## Descrição

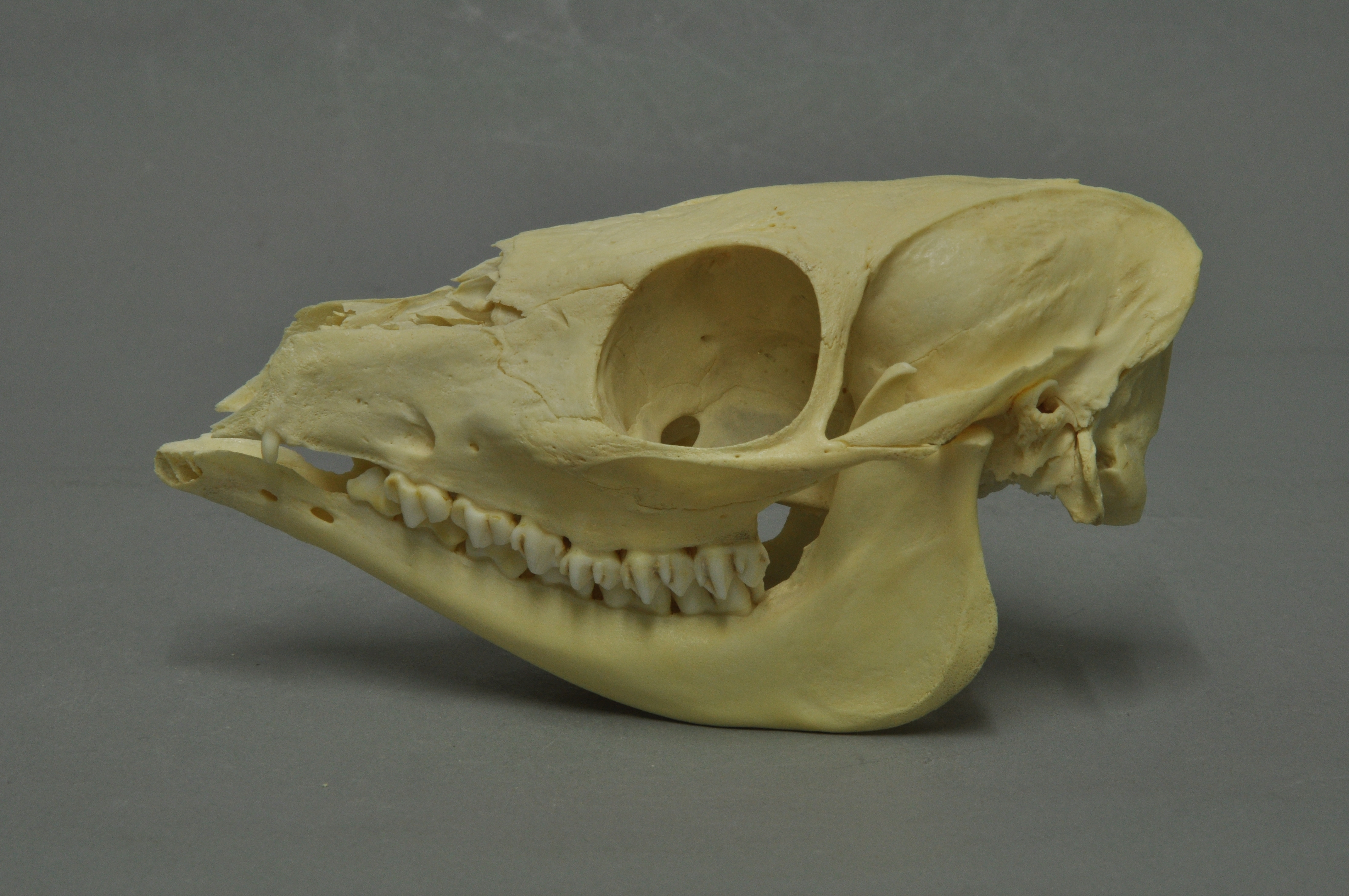
Crânio de um trágulo-aquático

Incomumente para a maioria dos mamíferos, as fêmeas dos trágulos-aquáticos são maiores que os machos. Em média, pesam mais de 2 kg a mais do que os machos de 10 kg. O comprimento do corpo é de cerca de 85 cm, e a altura dos ombros é de cerca de 35 cm. Os trágulos-aquáticos têm uma pelagem marrom-avermelhada rica e elegante na parte superior, e a parte inferior da pelagem é branca. No corpo há um padrão de listras brancas que vai horizontalmente do ombro até a cauda, com fileiras verticais de listras brancas nas costas. O queixo, a garganta e o peito são cobertos por pelos muito grossos com um padrão em forma de V branco. A extremidade traseira do trágulo-aquático tem muitos músculos poderosos e é mais alta que os ombros, o que faz com que o corpo se incline para a frente. A cabeça é mantida voltada para o chão durante a caminhada, o que permite que o permite navegar facilmente através de matagais densos. Na superfície dorsal existe uma camada de pele espessa e reforçada, que protege as costas de lesões causadas pelos arbustos densos. As pernas parecem curtas e finas em comparação ao corpo volumoso, e os cascos são semelhantes aos de um porco. A cauda é curta com uma parte inferior branca e fofa que lembra uma bola de algodão.

## Distribuição e habitat
O trágulo-aquático é endêmico das regiões tropicais da África. Embora viva principalmente nas regiões costeiras, a espécie pode ser encontrada desde a Serra Leoa até ao oeste de Uganda. Eles podem ser encontrados em florestas tropicais úmidas de planície com dossel fechado e, dentro desse habitat, ocupam apenas áreas próximas a riachos ou rios. A área raramente é habitada pela espécie se estiver a mais de 250 m de distância da água. Durante o dia, os trágulos não são encontrados fora da floresta densa, mas à noite podem ser observados em clareiras expostas e margens abertas de rios.

## Comportamento
O trágulo aquático é exclusivamente noturno, e procura alimento em clareiras à noite. Frutas caídas, como figos, nozes de palmeira e fruta-pão constituem a maior parte da dieta do trágulo aquático, embora também seja conhecido por se alimentar de insetos, caranguejos e carne e peixe de carcaças, e é a única espécie de chevrotain conhecida por fazer isso. Ele depende do olfato para localizar comida. Durante o dia, o trágulo-aquático esconde-se na densa cobertura do mato africano. As posturas de repouso da espécie incluem deitar e sentar. Por serem uma espécie tão solitária, as interações entre os trágulos-aquáticos são apenas encontros antagônicos e reprodutivos. Os machos lutam contra outros machos, principalmente por território. Suas lutas são tipicamente curtas, e nelas os dois machos competidores correm um contra o outro, de boca aberta. Eles cutucam-se com o focinho e mordem. Acredita-se que essas lutas agressivas sejam a razão pela qual os machos adultos normalmente não vivem a menos de vários quilômetros de distância um do outro. O trágulo-aquático emite vários ruídos diferentes, que incluem um grito quando ferido e um latido de alarme. Quando as fêmeas brigam, elas emitem um barulho agudo e, ao perseguir uma fêmea, o macho faz um barulho com a boca fechada.

## Estado de conservação
A população total da espécie é estimada em cerca de 278.000. A Lista Vermelha da IUCN atribuiu o status menos preocupante à espécie. Devido a sua natureza solitária, sabe-se pouco sobre sua população em cada país, mas evidências recentes mostram que a população está a diminuir em algumas áreas.